# Mohamed Jedidi
Mohamed Jedidi (ur. 10 września 1978 w Grombalii) – tunezyjski piłkarz, reprezentant kraju grający na pozycji pomocnika.

## Kariera piłkarska
Jedidi przygodę z futbolem rozpoczął w 1999 w klubie Espérance Zarzis. Po dwóch latach przeniósł się do US Monastir. W trakcie sezonu 2003/04 zasilił zespół Étoile Sportive du Sahel. Wraz z drużyną zdobył Puchar Ligi Tunezyjskiej w 2005 oraz Puchar Konfederacji CAF w 2006. Dwukrotnie dotarł do finału Afrykańskiej Ligi Mistrzów w latach 2004 i 2005.  
Od 2006 do 2010 był zawodnikiem klubu Stade Tunisien. Następnie odszedł do libijskiego Asswehly SC, gdzie w 2011 zakończył karierę piłkarską.
| Sezon     | Klub             | Kraj    | Rozgrywki       | Mecze | Bramki |
| --------- | ---------------- | ------- | --------------- | ----- | ------ |
| 1999/2000 | Espérance Zarzis | Tunezja | CLP-1           |       |        |
| 2000/01   | Espérance Zarzis | Tunezja | CLP-1           |       |        |
| 2001/02   | US Monastir      | Tunezja | CLP-1           |       |        |
| 2002/03   | US Monastir      | Tunezja | CLP-1           |       |        |
| 2003/04   | US Monastir      | Tunezja | CLP-1           |       |        |
| 2003/04   | ES Sahel         | Tunezja | CLP-1           |       |        |
| 2004/05   | ES Sahel         | Tunezja | CLP-1           |       |        |
| 2005/06   | ES Sahel         | Tunezja | CLP-1           |       |        |
| 2006/07   | Stade Tunisien   | Tunezja | CLP-1           |       |        |
| 2007/08   | Stade Tunisien   | Tunezja | CLP-1           |       |        |
| 2008/09   | Stade Tunisien   | Tunezja | CLP-1           | 11    | 1      |
| 2009/10   | Stade Tunisien   | Tunezja | CLP-1           | 21    | 3      |
| 2010/11   | Asswehly SC      | Libia   | I liga libijska |       |        |

## Kariera reprezentacyjna
Jedidi po raz pierwszy w drużynie narodowej zadebiutował 12 lutego 2003 w spotkaniu przeciwko Szwecji, wygranym 1:0. Uczestnik Igrzysk Olimpijskich 2004, na których zagrał w trzech spotkaniach z Australią (1:1), Argentyną (0:2) oraz Serbią i Czarnogórą (3:2, bramka). Tunezja zakończyła igrzyska na 3. miejscu w grupie. 
Jedidi został powołany na Puchar Narodów Afryki 2004, w którym Tunezja, będąca gospodarzem, zdobyła jedyny jak dotychczas tytuł. Podczas mistrzostw zagrał w dwóch spotkaniach z Rwandą oraz Demokratyczną Republiką Konga. 
Ostatnie spotkanie w barwach Tunezji rozegrał 20 czerwca 2004, przeciwko Gwinei. Mecz zakończył się porażką Tunezji 1:2. Łącznie w latach 2003–2004 wystąpił w 13 spotkaniach reprezentacji Tunezji i strzelił jedną bramkę.
| Mecze i gole w reprezentacji | Mecze i gole w reprezentacji | Mecze i gole w reprezentacji | Mecze i gole w reprezentacji  | Mecze i gole w reprezentacji | Mecze i gole w reprezentacji | Mecze i gole w reprezentacji |
| #                            | Data                         | Miasto                       | Przeciwnik                    | Gol                          | Wynik                        | Rozgrywki                    |
| ---------------------------- | ---------------------------- | ---------------------------- | ----------------------------- | ---------------------------- | ---------------------------- | ---------------------------- |
| 1.                           | 12.02.2003                   | Kafsa                        | Szwecja                       |                              | 1:0                          | towarzyski                   |
| 2.                           | 27.03.2003                   | Kafsa                        | Ghana                         |                              | 2:2                          | towarzyski                   |
| 3.                           | 30.03.2003                   | Radès                        | Kamerun                       |                              | 1:0                          | towarzyski                   |
| 4.                           | 19.11.2003                   | Tunis                        | Południowa Afryka             |                              | 2:0                          | towarzyski                   |
| 5.                           | 14.01.2004                   | Kafsa                        | Benin                         |                              | 2:0                          | towarzyski                   |
| 6.                           | 17.01.2004                   | Sfax                         | Benin                         |                              | 2:1                          | towarzyski                   |
| 7.                           | 24.01.2004                   | Radès                        | Rwanda                        |                              | 2:1                          | PNA 2004                     |
| 8.                           | 28.01.2004                   | Kafsa                        | Demokratyczna Republika Konga |                              | 3:0                          | PNA 2004                     |
| 9.                           | 31.03.2004                   | Tunis                        | Wybrzeże Kości Słoniowej      |                              | 0:2                          | towarzyski                   |
| 10.                          | 28.04.2004                   | Sfax                         | Mali                          | Gol                          | 1:0                          | towarzyski                   |
| 11.                          | 30.05.2004                   | Kafsa                        | Włochy                        |                              | 0:4                          | towarzyski                   |
| 12.                          | 06.06.2004                   | Kafsa                        | Botswana                      |                              | 4:1                          | El. MŚ 2006                  |
| 13.                          | 20.06.2004                   | Conakry                      | Gwinea                        |                              | 1:2                          | El. MŚ 2006                  |

## Sukcesy
Tunezja
- Puchar Narodów Afryki (1): 2004 (1. miejsce)

ES Sahel
- Puchar Ligi Tunezyjskiej (1): 2005
- Finalista Afrykańskiej Ligi Mistrzów (2): 2004, 2005
- Puchar Konfederacji CAF (1): 2006